# Victoria de Suède
Titre
Princesse héritière de Suède
Depuis le 1er janvier 1980
(45 ans, 7 mois et 15 jours)
Signature
La princesse Victoria de Suède, princesse héritière de Suède (en suédois : Kronprinsessan Victoria) et duchesse de Västergötland, née le 14 juillet 1977 à l'hôpital Karolinska à Stockholm (Suède). Elle est l'aînée des enfants du roi Charles XVI Gustave et de la reine Silvia.

## Biographie

### Naissance et baptême
Baptisée le 27 septembre 1977 à la cathédrale de Stockholm devant près de 700 invités, Victoria Ingrid Alice Désirée Bernadotte a pour parrains et marraines : 
- la reine Beatrix des Pays-Bas (reine du 30 avril 1980 au 30 avril 2013 ; sans lien de parenté proche avec Victoria)
- la princesse Désirée de Suède (tante paternelle)
- le roi Harald V de Norvège (prince héritier à l'époque ; par ailleurs cousin issu de germain du grand-père paternel de Victoria et cousin au 8e degré civil de l'enfant)
- Ralf Sommerlath (oncle maternel).

### Enfance et études

#### Problèmes de santé
La princesse Victoria a souffert de dyslexie dans sa jeunesse et d'anorexie suivie de boulimie à son adolescence.
Elle a une prosopagnosie.

#### Études à l'étranger
Elle obtient son diplôme secondaire au lycée de Stockholm. Parallèlement à sa scolarité en Suède, la princesse effectue des séjours linguistiques à chaque vacances en Allemagne et aux États-Unis pour parfaire sa connaissance des langues allemande et anglaise. Après ses études primaires et secondaires en Suède, elle poursuit son parcours universitaire pendant l'année scolaire 1996-1997 en France au CIDEF à Angers, pour parfaire son français. De 1997 à 1998, elle suit une formation pour apprendre le fonctionnement du Parlement et du Gouvernement suédois ainsi que le droit au sein de l'université catholique de l'Ouest d'Angers. Elle étudie ensuite les sciences politiques et l'histoire à l'université Yale, aux États-Unis, de 1998 à 2000 sans obtenir de diplôme. Parallèlement à ses études à Yale, elle effectue un stage à l'ambassade de Suède à Washington et deux autres stages aux Nations Unies, à New York. En 2002, elle suit une formation de sept mois à l'Agence suédoise internationale de développement et de coopération. En 2004, elle suit une formation militaire en Suède. De 2006 à 2007, elle suit un programme diplômant au sein du ministère des Affaires étrangères suédois. En 2009, elle obtient un Bachelor en sciences humaines et sociales à l'université d'Uppsala en Suède.

#### Multilinguisme
Hormis le suédois, elle parle quatre langues couramment : l'anglais, l'allemand, le français et l'espagnol.

### Princesse héritière

#### Ordre de succession
À la naissance de son frère cadet Carl Philip, celui-ci devient prince héritier. La suppression de la loi salique quelques mois plus tard, avec effet rétroactif, lui donne le rang de princesse héritière. Carl Philip est relégué à la deuxième place dans l'ordre de succession au trône. Quand elle accèdera au trône comme cela est prévu, elle sera la quatrième reine de Suède après Marguerite Ire, Christine et Ulrique-Éléonore, la première depuis près de trois siècles.
En outre, elle apparaît au-delà de la 200e place dans l'ordre de succession pour le trône britannique. Outre Victoria, elles sont actuellement trois autres princesses à bénéficier du principe de primogéniture absolue, Catharina-Amalia des Pays-Bas, Élisabeth de Belgique et Ingrid Alexandra de Norvège.

#### Rôle et engagements publics
La princesse Victoria remplit de très nombreux engagements officiels et est extrêmement populaire auprès des Suédois. Elle est également présente aux grands évènements du gotha.

### Future succession au trône
La princesse Victoria est destinée à devenir reine de Suède après le règne de son père, le roi Charles XVI Gustave, lorsque ce dernier viendra à mourir ou à abdiquer. Elle remplit de plus en plus d'engagements publics à la place de son père ces dernières années, même si celui-ci n'a pas l'intention d'abdiquer.

## Mariage et descendance

### Mariage

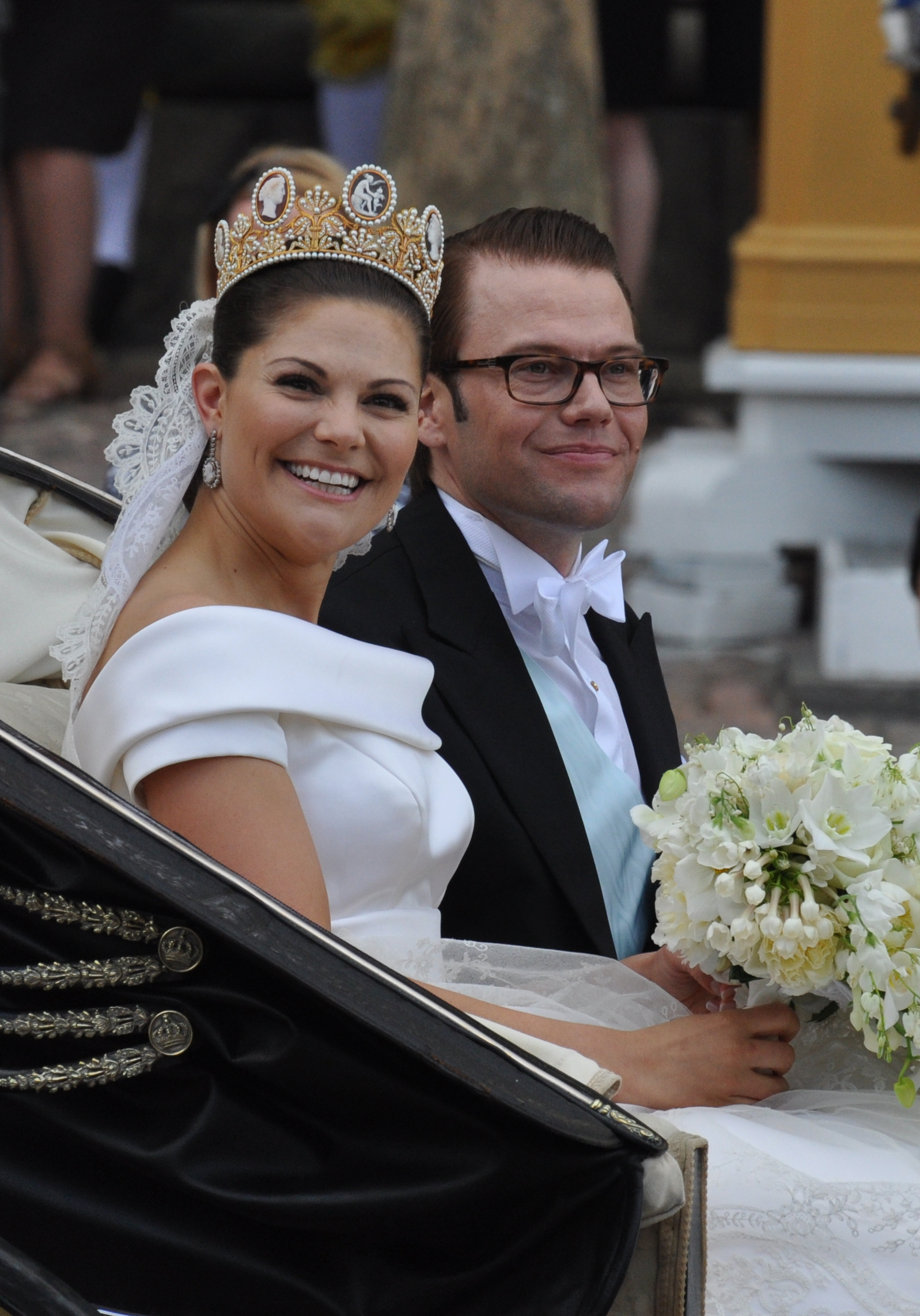
La princesse Victoria de Suède et le prince Daniel, lors de leur mariage, le 19 juin 2010.

À partir de 2002, elle fréquente Daniel Westling, son ancien professeur de gymnastique. Le projet de mariage reçoit l'aval du roi et du gouvernement avant l'annonce de leurs fiançailles par le palais royal le 24 février 2009.
Le mariage est célébré le 19 juin 2010 en la cathédrale de Stockholm et à cette occasion, Daniel Westling est titré : « Son Altesse Royale le prince Daniel, duc de Västergötland ». Il reçoit également la plus haute distinction suédoise, l'ordre des Séraphins.
La princesse héritière Victoria a fait son entrée dans la cathédrale au bras de son père le roi Charles XVI Gustave, précédée par dix enfants d'honneur dont trois enfants dont elle est la marraine et qui seront aussi un jour, comme elle, appelés à monter sur un trône :
- la princesse Catharina-Amalia des Pays-Bas (2003), princesse héritière depuis (30 avril 2013), fille du roi Willem-Alexander des Pays-Bas et de la reine Máxima ;
- la princesse Ingrid Alexandra de Norvège (2004), fille du prince héritier Haakon de Norvège et de Mette-Marit Tjessem Høiby ;
- le prince Christian de Danemark (2005), fils du roi Frederik de Danemark  et de Mary Donaldson.

Autres enfants d'honneur : Madeleine Van Dicklage, Vivi, Guilia et Leopold Sommerlat, Ver et Hedvig Blom et Ian Carl Gerard de Geer af Finspång  (petit-fils de la princesse Désirée de Suède).
Pour son mariage, la princesse héritière Victoria portait une robe du créateur suédois Pär Engsheden, ainsi qu'une traîne de près de cinq mètres en voile et en dentelle appartenant à la famille royale de Suède.
Elle portait pour la première fois la tiare dite « aux camées », qui a une longue histoire, puisqu'elle aurait été créée pour l'impératrice Joséphine. Le bijou entre dans la famille royale de Suède par le mariage du futur Oscar Ier avec Joséphine de Leuchtenberg, le 19 juin 1823.
Cette tiare a été portée par plusieurs femmes pour leur mariage, dont la reine Silvia, qui l'arborait lors de ses noces le 19 juin 1976, ainsi que par les princesses Brigitta et Désirée, tantes paternelles de Victoria.
La chanson When You Tell the World You're Mine, interprétée par Agnes et Björn Skifs accompagnés de l'orchestre philharmonique de Stockholm, a été écrite spécialement pour l'occasion.
À la sortie de la cathédrale, le couple princier a fait un tour en carrosse dans les rues de Stockholm jusqu'au musée Vasa, puis a regagné le Palais royal par un bateau où les attendaient tous les invités. La princesse Victoria a ensuite prononcé un discours depuis le balcon du palais.
La réception du mariage a lieu au Palais royal.
Le gâteau de mariage était composé de mousse de fraise et rhubarbe, de chocolat blanc et de glace à la vanille. Il pesait 250 kg et était installé sur onze étages.
Les mariés sont partis en voyage de noces dans la nuit, vers 3 heures du matin pour Bora-Bora dans un yacht.

### Descendance
La princesse héritière Victoria et le prince Daniel ont une fille, qui est appelée à monter un jour sur le trône après sa mère, et un fils, tous deux portant la qualification d'altesse royale :
1. la princesse Estelle Silvia Ewa Mary de Suède, duchesse d'Östergötland[3], née le 23 février 2012 à Solna.
2. le prince Oscar Carl Olof de Suède, duc de Scanie, né le 2 mars 2016 à Solna.

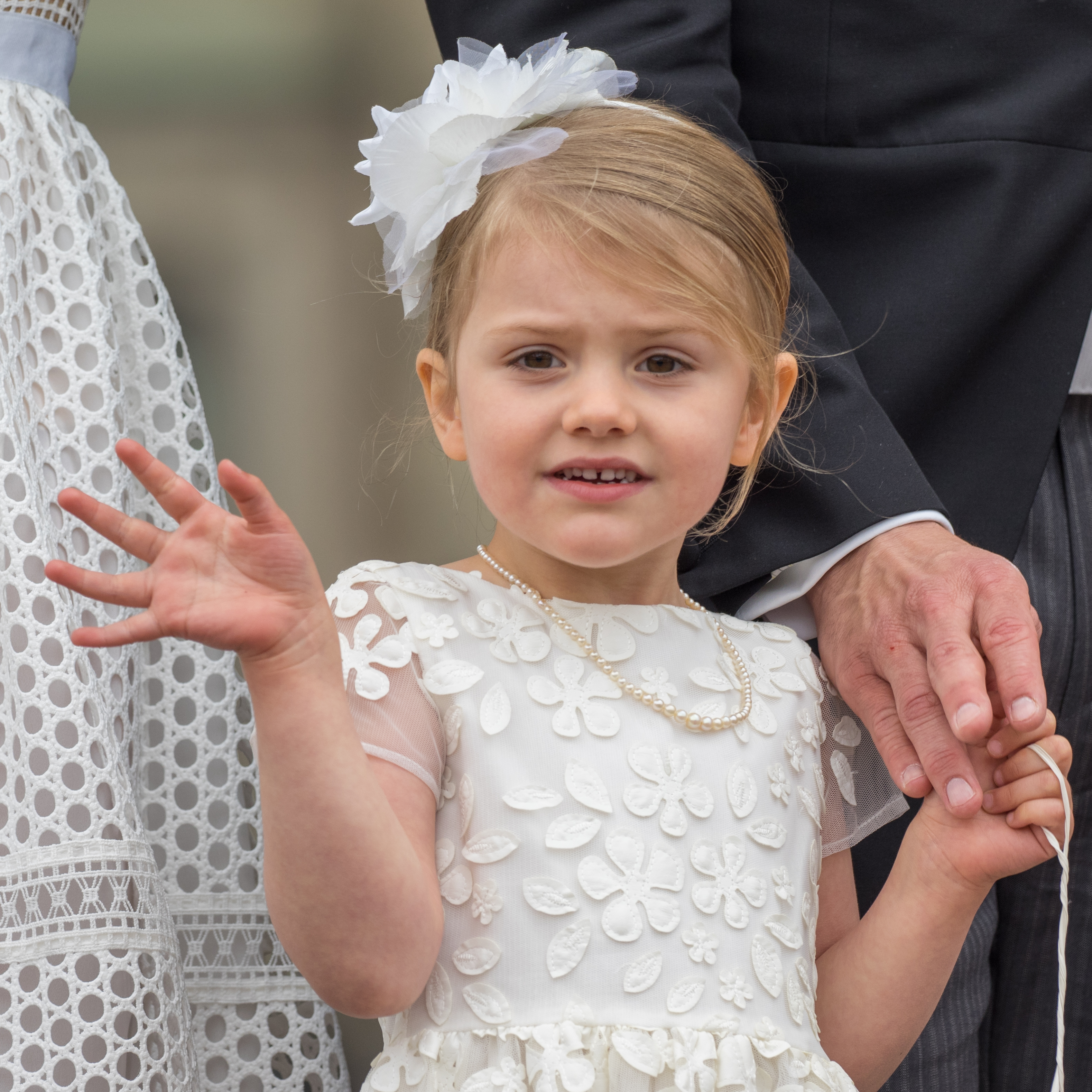
La princesse Estelle de Suède.
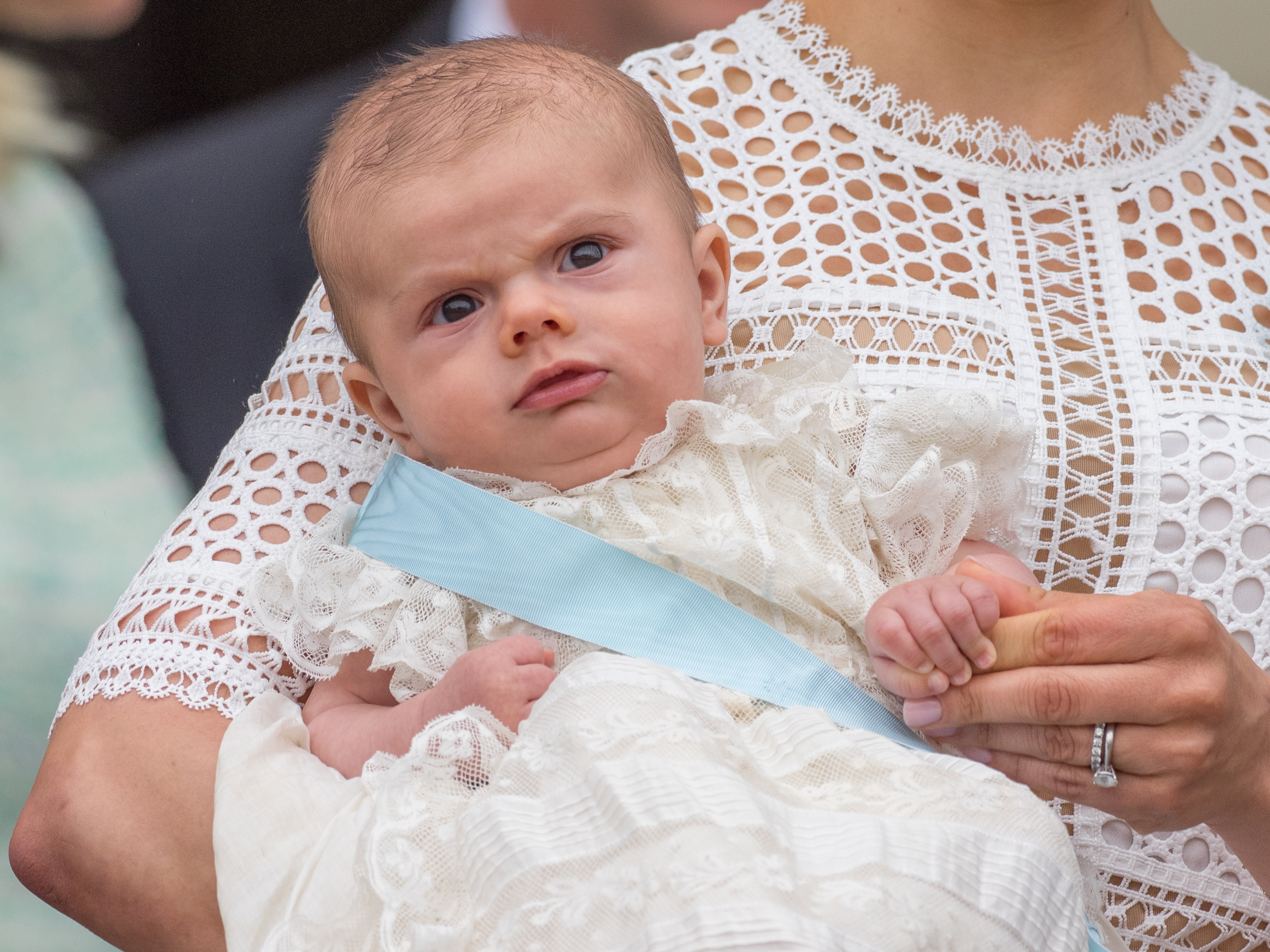
Le prince Oscar de Suède.

### Marraine
La princesse est la marraine de quinze enfants dont :
- le diadoque Constantin Alexios de Grèce (1998), fils de Paul de Grèce et de Marie-Chantal Miller ;
- la baronne Madeleine von Dincklage (1999), fille de la baronne Henning von Dincklage, cousine de la princesse Victoria, née Sibylla Ambler ;
- la princesse héritière Catharina-Amalia des Pays-Bas (2003), princesse d’Orange, fille du roi Willem-Alexander et de la reine Máxima ;
- la princesse Ingrid Alexandra de Norvège (2004), fille du prince héritier Haakon de Norvège et de Mette-Marit Tjessem Høiby ;
- le prince héritier Christian de Danemark (2005), fils du roi Frederik X et de la reine Mary ;
- la princesse Éléonore de Belgique (2008), fille du roi Philippe et de la reine Mathilde ;
- la princesse Leonore de Suède (2014), duchesse de Gotland, fille de la princesse Madeleine, sœur de la princesse Victoria ;
- le prince Alexander de Suède (2016), duc de Södermanland, fils du prince Carl Philip, frère de la princesse Victoria.

## Décorations

### Nationales
- Chevalier de l'ordre des Séraphins [4]
- Membre de l'ordre de la Famille royale du roi Charles XVI Gustave (14 juillet 1995)
- Récipiendaire de la médaille commémorative des 70 ans du Roi (30 avril 2016)
- Récipiendaire de la médaille commémorative des 40 ans de règne du Roi (23 août 2013)
- Récipiendaire de la médaille commémorative des 60 ans du Roi (30 avril 2006)

### Étrangères
- Grand-croix, 1re classe version spéciale de l'ordre du Mérite (Allemagne)[5]
- Grand-croix de l'ordre du Mérite (Autriche)[6]
- Grand cordon de l'ordre de Léopold Ier (Belgique)[7]
- Grand-croix de l'ordre national de la Croix du Sud du Brésil[8]
- Première classe de l'ordre de Stara Planina (Bulgarie)[9]
- Grand-croix de l'ordre du Mérite du Chili
- Première classe de l'ordre du Mérite diplomatique (en) (Corée du Sud)[10]
- Chevalière de l'ordre de l'Éléphant (Danemark)[11]
- Grand-croix de l'ordre d'Isabelle la Catholique[12] (Espagne)
- Grand-croix de l'ordre de Terra Mariana (Estonie)
- Première classe de l'ordre de l'Étoile blanche (Estonie)
- Grand-croix avec collier de l'ordre de la Rose blanche[13] (Finlande)
- Grand officier de la Légion d'honneur (France)[14]
- Grand-croix de l'ordre national du Mérite (France)[15]
- Grand-croix de l'ordre de l'Honneur (Grèce)[16]
- Grand-croix de l'ordre du Faucon (Islande)[17]
- Chevalière grand-croix de l'ordre du Mérite de la République italienne[18]
- Grand cordon de l'ordre du Chrysanthème (Japon)[19]
- Grand cordon avec collier de l'ordre suprême de la Renaissance (Jordanie)[9]
- Grand-croix de l'ordre des Trois Étoiles (Lettonie)
- Chevalière grand commandeur de l'ordre du Défenseur du Royaume (Malaisie)[20]
- Chevalière de l'ordre de Grimaldi (Monaco)
- Grand-croix de l’ordre de Saint-Olaf (Norvège)[21]
- Grand-croix de l'ordre du Lion néerlandais[22]
- Grand-croix de l'ordre d'Orange-Nassau (Pays-Bas)
- Grand-croix de l'ordre de l'Étoile de Roumanie[23]
- Grande officière de l'ordre de la République[24] (Tunisie)

## Titulature
- 14 juillet 1977 - 31 décembre 1979 : Son Altesse Royale la princesse Victoria de Suède ;
- 1er - 9 janvier 1980 : Son Altesse Royale la princesse héritière de Suède ;
- Depuis le 9 janvier 1980 : Son Altesse Royale la princesse héritière de Suède, duchesse de Västergötland.

Monogramme de la princesse.
Armoiries de la princesse.